# Lars Gustavsson
Lars Gustavsson   (1931 - 1995), conegut familiarment com a Lasse Gustavsson, fou un pilot de motocròs suec que destacà en aquest esport al tombant de la dècada de 1950, quan era un dels més reeixits participants del Campionat del Món de motocròs en 500cc. Al llarg de la seva carrera, va formar part dues vegades de l'equip de Suècia que guanyà el Motocross des Nations (1955 i 1958).

## Palmarès al mundial de Motocròs
Font:
| Any  | Motocicleta | 500cc |
| ---- | ----------- | ----- |
| 1955 | Monark      | 10è   |
| 1956 | BSA         | 13è   |
| 1957 | BSA         | 13è   |
| 1958 | Monark      | 7è    |
| 1959 | Monark      | 8è    |
| 1960 | Monark      | 8è    |
| 1961 | Lito        | 11è   |
| 1962 | Lito        | 9è    |

1. ↑  Fins al 1956 inclòs no existia el Campionat del Món de 500 cc, ans el Campionat d'Europa